# Margareta Hintermeier
Margareta Hintermeier (geboren am 11. September 1954 in St. Pölten) ist eine österreichische Opernsängerin der Stimmlage Mezzosopran. Sie war 28 Jahre lang Ensemblemitglied der Wiener Staatsoper und wurde 1991 zur Kammersängerin ernannt.

## Leben und Werk
Das Archiv der Wiener Staatsoper vermeldet als ihren ersten Auftritt das Bauernmädchen in Le nozze di Figaro am 23. September 1963 im Redoutensaal der Wiener Hofburg, damals war sie gerade elf Jahre alt. Der Staatsoper sollte Margareta Hintermeier lebenslang treu bleiben, als Mitglied des Opernstudios ab 1976, als Ensemblemitglied ab 1979 und in der Folge als Kammersängerin bis zu ihrem Abschied von der Staatsopernbühne am 7. Juni 2010 als Filipjewna in Eugen Onegin. Ihre Ausbildung hatte die Sängerin am Konservatorium der Stadt Wien absolviert. Zu ihren Gesangslehrerinnen zählten Traute Skladal und später Hilde Konetzni. 1972 hatte sie ein erstes Engagement im Theater an der Wien. 1979 wurde sie Ensemblemitglied der Staatsoper. Bei den Salzburger Festspielen debütierte sie 1980 – als Zweitbesetzung für Trudeliese Schmidt als Zweite Dame in der Zauberflöte. 1981 wirkte sie dort an der Uraufführung des Cerha'schen Baal mit, einer Inszenierung, die danach auch an der Wiener Staatsoper gezeigt wurde. 1982 wurde ihr der Förderungspreis des Vereins der Freunde der Wiener Staatsoper zuerkannt. Im Haus am Ring war sie sowohl in kleinen als auch in mittleren und großen Rollen besetzt. Ihr wurden die großen Hosenrollen übertragen – Cherubino, Prinz Orlofsky, Octavian und Komponist, der Annio in La clemenza di Tito und der Adriano im Rienzi – aber auch die klassischen Mezzo/Alt-Partien bei Mozart, Verdi, Wagner und Richard Strauss. Sie war Dorabella, Marcellina, Maddalena und Emilia, Venus, Fricka und Erda sowie die Herodias. Sie sang die Gräfin di Coigny in Andrea Chénier, die Lucienne in der Toten Stadt und die Jocaste im Oedipe. Ihre Vielseitigkeit stellte sie in Dvořáks märchenhafter Oper Rusalka unter Beweis – zuerst als Dritte Elfe, dann als böse Hexe Jezibaba und schließlich als Fremde Fürstin. Sie gastierte an einigen namhaften Opernhäusern Europas – am Grand Théâtre de Genève, an der Semperoper in Dresden, am Teatro Nacional de São Carlos von Lissabon und am Teatro alla Scala in Mailand – sowie in Belgien und Luxemburg, den Vereinigten Staaten und in Japan. An ihrem Stammhaus sang sie mehr als tausend Vorstellungen. Bekanntheit erlangte sie auch durch eine Reihe von Rundfunk- und Fernsehauftritten.
Margareta Hintermeier war auch als Konzert- und Liedsängerin erfolgreich. Wie vielfältig einsetzbar sie war, zeigen ihre drei Salzburger Festspielauftritte. 1981 sang sie Mi lagnerò tacendo KV 437 von Mozart, ein Notturno für zwei Soprane und Bass mit Begleitung von zwei Klarinetten und Bassetthorn, es dirigierte Leopold Hager. 1984 wirkte sie an Haydns Missa in tempore belli Hob. XXII: 9 mit, der sogenannten Paukenmesse, es dirigierte Erwin Ortner, und sang das zweite Altsolo in Mendelsohns Elias, es dirigierte James Levine. Beim Internationalen Richard Wagner Kongress 1986 in Wien trug sie die Wesendonck-Lieder vor. Bei den Wiener Festwochen 1989 und bei der Schubertiade Vorarlberg 1993 übernahm sie das Altsolo in Beethovens 9. Sinfonie, in Lüttich das Altsolo in Verdis Messa da Requiem. Für Ballettaufführungen an der Wiener Staatsoper sang sie das Lied von der Erde von Mahler. Sie wirkte beim Carinthischen Sommer und beim Festival von Flandern mit, gab weiters Konzerte in Bologna, Nizza und Istanbul.

## Rollen (Auswahl)

### Uraufführung
- 1981 Baal von Friedrich Cerha, Salzburger Festspiele, 7. August 1981 – als Lupu, Maja, Ein Mädchen
- 2002 Der Riese vom Steinfeld von Friedrich Cerha, Wiener Staatsoper, 15. Juli 2002 – als Königin Viktoria

### Repertoire
| Bellini: - Enrichetta di Francia in I puritani Bizet: - Mercédès in Carmen Donizetti: - Alisa in Lucia di Lammermoor Dvořák: - Dritte Elfe, Jezibaba und Fremde Fürstin in Rusalka Enescu: - Jocaste im Oedipe Giordano: - Gräfin di Coigny in Andrea Chénier Gounod: - Gertrude in Roméo et Juliette Korngold: - Lucienne in Die tote Stadt Mascagni: - Lola und Lucia in Cavalleria rusticana Mozart: - Idamante im Idomeneo - Cherubino und Marcellina in Le nozze di Figaro - Dorabella in Così fan tutte - Zweite und Dritte Dame in der Zauberflöte - Annio in La clemenza di Tito Offenbach: - Giulietta und Stimme der Mutter in Les contes d’Hoffmann Puccini: - Ein Hirt in Tosca - Frugola in Il tabarro |  | Rossini: - Tisbe in La Cenerentola Johann Strauß Sohn: - Prinz Orlofsky in der Fledermaus Richard Strauss: - Page der Herodias und Herodias in Salome - Octavian und Annina in Der Rosenkavalier - Dryade und Komponist in Ariadne auf Naxos - Carlotta in Die schweigsame Frau - Clairon in Capriccio Tschaikowski: - Filipjewna in Eugen Onegin - „Polina“ in Pique Dame Verdi: - Frederica in Luisa Miller - Maddalena in Rigoletto - Annina in La traviata - Curra in La forza del destino - Emilia in Otello - Meg Page in Falstaff Wagner: - Adrianio in Rienzi - Mary im Fliegenden Holländer - Venus im Tannhäuser - Magdalene in Die Meistersinger von Nürnberg - Floßhilde und Fricka in Das Rheingold - Siegrune und Fricka in Die Walküre - Erda in Siegfried - Floßhilde, Wellgunde, Zweite Norn und Waltraute in Götterdämmerung - Stimme von oben, Blumenmädchen und Knappe im Parsifal |

## Aufnahmen
folgen